# 응고롱고로 분화구
응고롱고로 분화구(Ngorongoro Crater)는 탄자니아에 있는 초대형 화산(초화산) 분화구로, 칼데라 지형이다. 화구 중앙에는 화구호가 있으며, 많은 아프리카의 야생동물의 터전이 되었다. 사자, 물소, 치타 등의 야생 동물이 살고 있다. 지금은 사화산이다. 그러나 과거에는, 분화를 했을 것이다. 칼데라 지름은 20km이상이다.

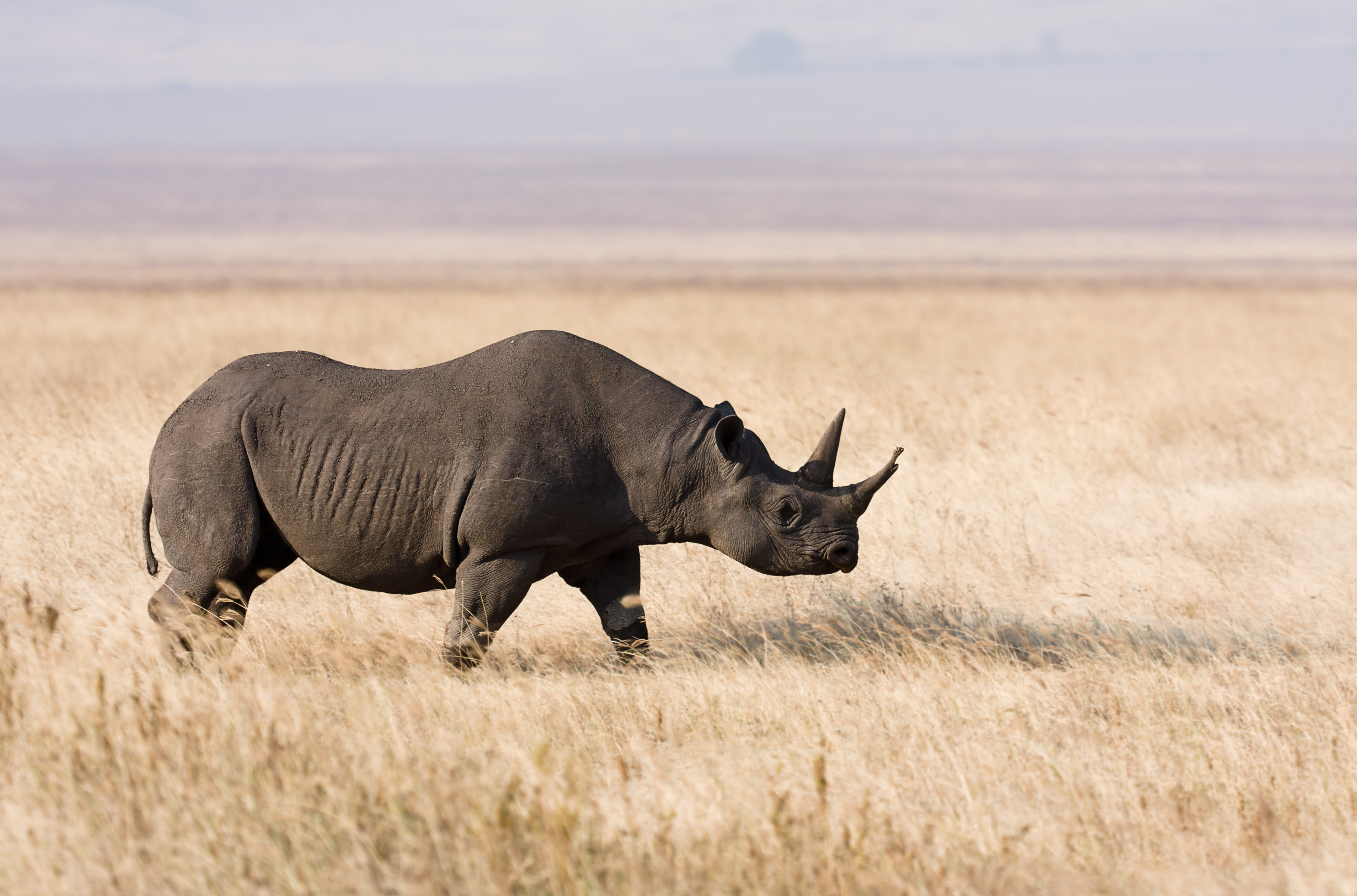
분화구 안의 검은코뿔소
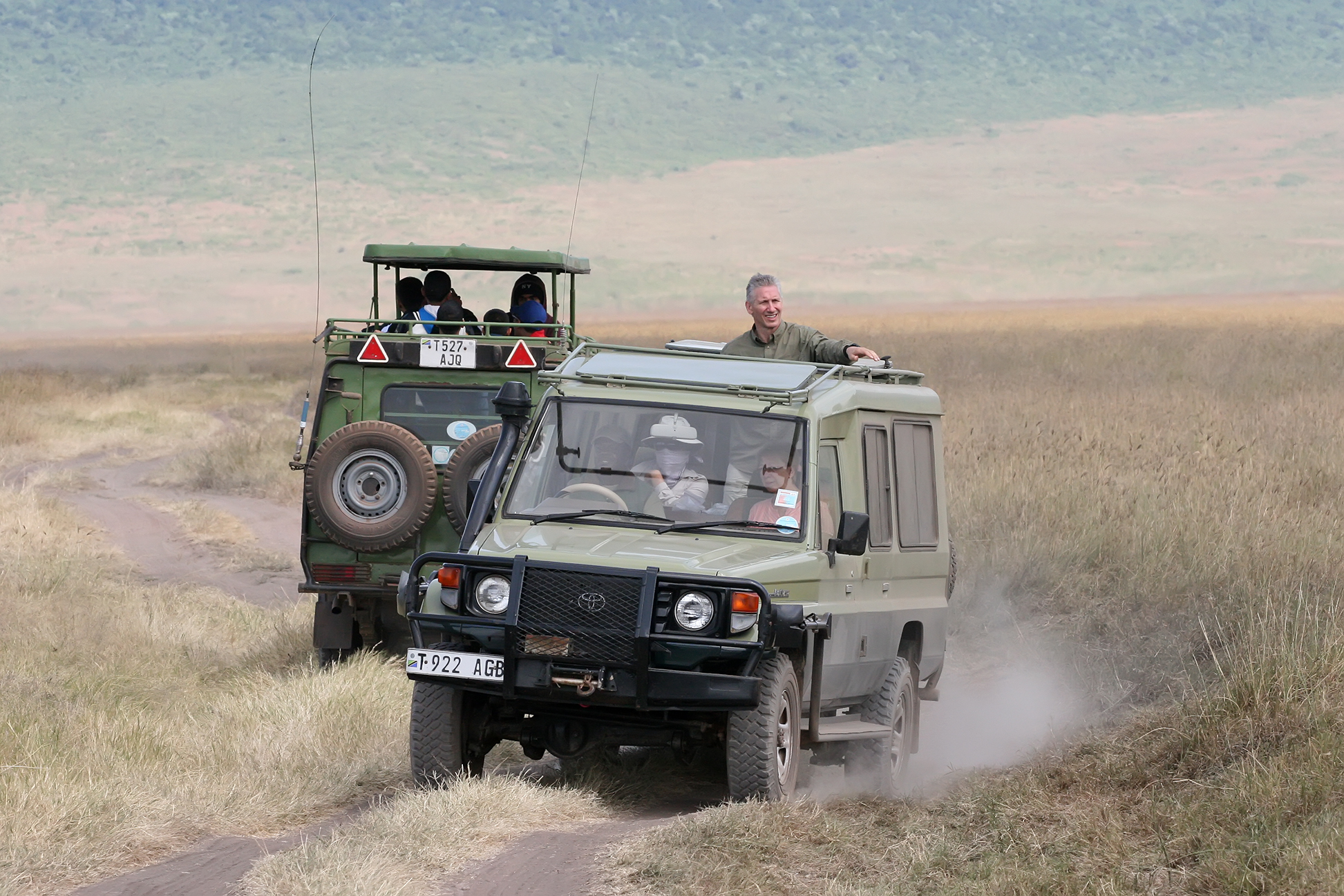
분화구 안의 사파리 차량
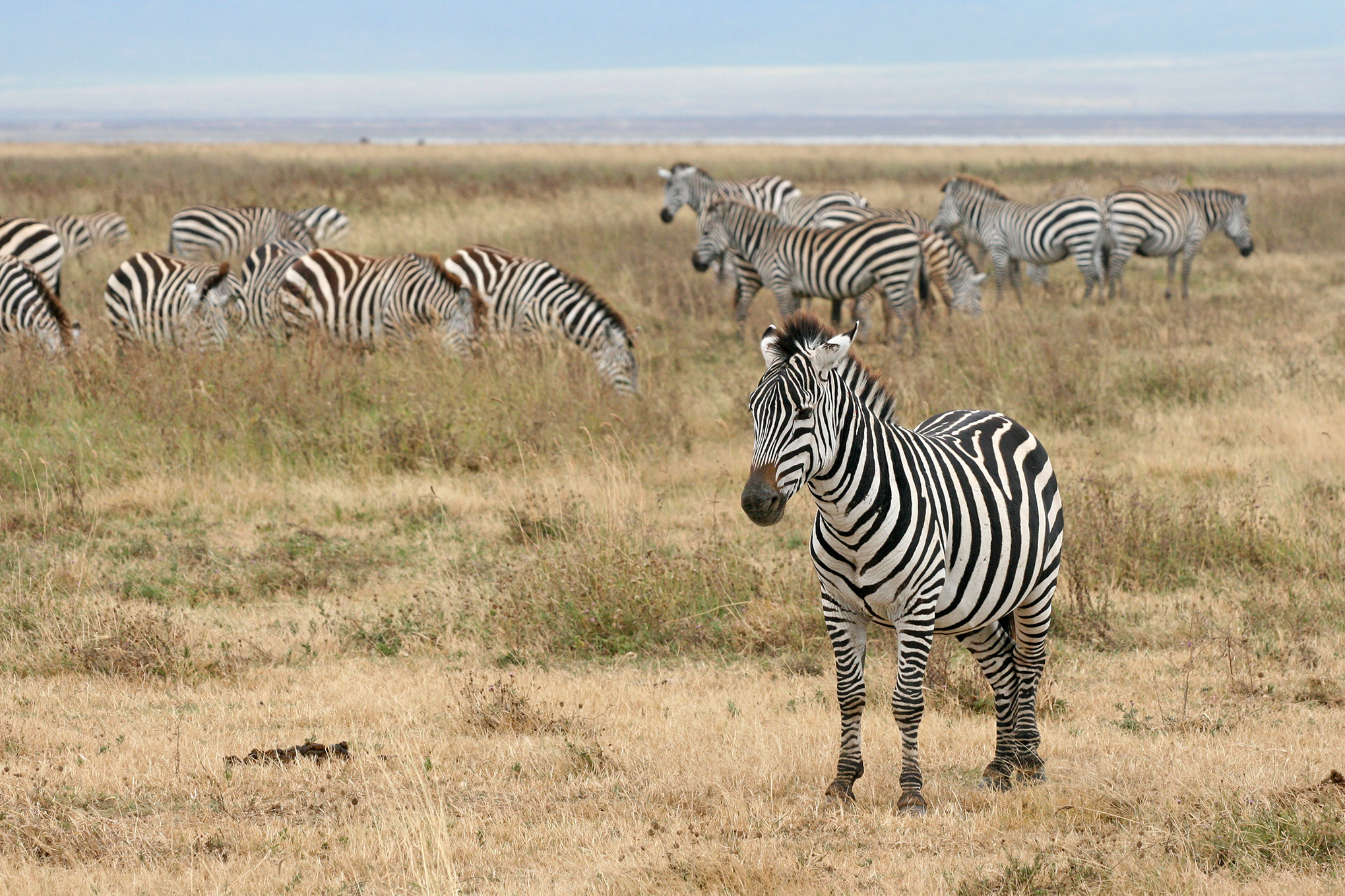
분화구 안의 초원얼룩말
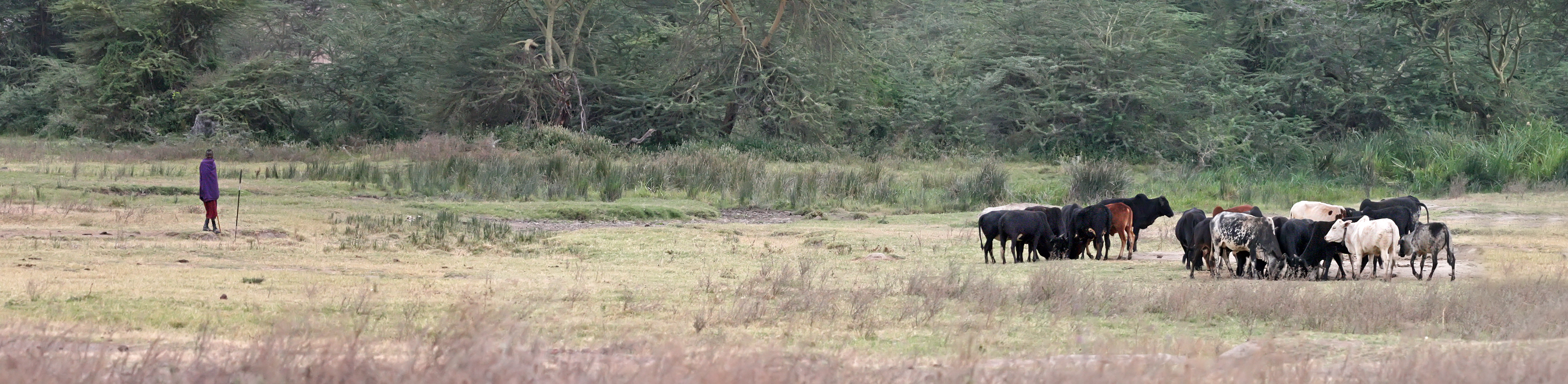
분화구 안의 소 모는 마사이족 목동
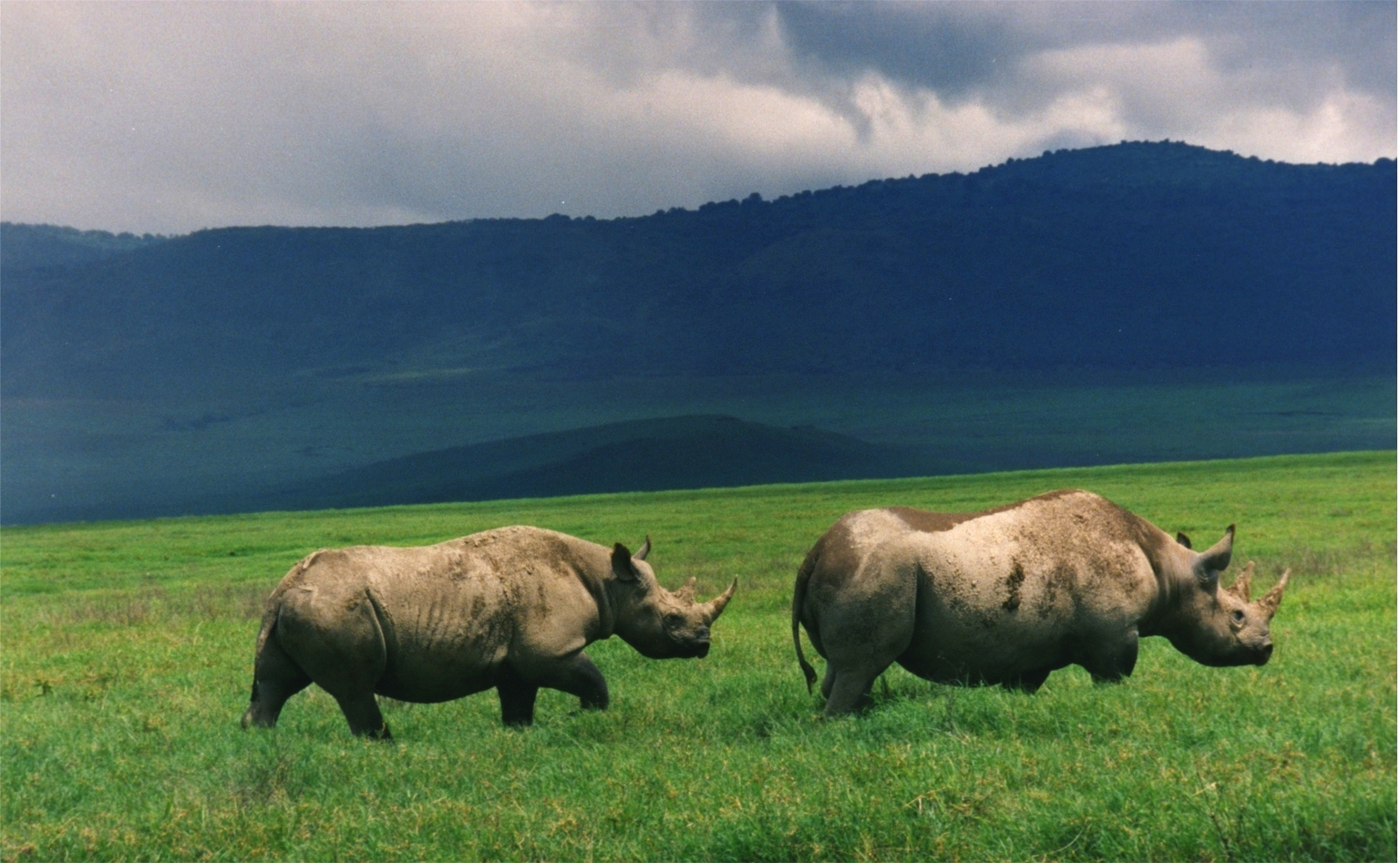
분화구 안의 검은코뿔소